# Cathays
Cathays är en community i Storbritannien.   Den ligger i kommunen Cardiff och riksdelen Wales, i den södra delen av landet, 210 km väster om huvudstaden London.
Cathays är en närförort i den norra delen av Cardiffs innerstad.